# Jonathan Demme
Robert Jonathan Demme (Baldwin, 22 febbraio 1944 – New York, 26 aprile 2017) è stato un regista, produttore cinematografico, produttore televisivo, sceneggiatore e documentarista statunitense.
Nel 1991 ottiene il plauso di pubblico e critica per aver diretto il film Il silenzio degli innocenti, con il quale si aggiudica il Premio Oscar come miglior regista e l'Orso d'argento per il miglior regista al Festival internazionale del cinema di Berlino.

## Biografia
Figlio di un'attrice, Dorothy Louise Rogers, e di un albergatore di origine italiana, Robert Eugene Demme, trascorse l'infanzia a New York e intorno ai 15 anni di età si trasferì con la famiglia a Miami. Appena trentenne, diresse il film Femmine in gabbia (1974), che non ottenne un grande successo. Dopo altri titoli minori, si affermò con il thriller Il segno degli Hannan (1979), che vinse il "New York Film", e con la commedia Una volta ho incontrato un miliardario (1980). Ottenne favorevoli consensi dalla critica e dal pubblico con Qualcosa di travolgente (1986), interpretato da Melanie Griffith e Jeff Daniels, e con Una vedova allegra... ma non troppo (1988), con Michelle Pfeiffer e Matthew Modine.
Nel 1992 vinse il Premio Oscar per la miglior regia per Il silenzio degli innocenti, con protagonisti Anthony Hopkins e Jodie Foster (cui Demme avrebbe tuttavia preferito Meg Ryan), già premiato l'anno precedente anche al Festival di Berlino con l'Orso d'Argento e il DGA Award. Nel 1993 ottenne un altro grandissimo successo con Philadelphia, che avrebbe fatto guadagnare a Tom Hanks il primo Oscar. Co-protagonista del film fu Denzel Washington, che nel 2004 tornò a lavorare con Demme in The Manchurian Candidate, al fianco di Meryl Streep, a sua volta prima attrice del suo ultimo lavoro Dove eravamo rimasti (2015).
È morto il 26 aprile 2017, all'età di 73 anni, a causa di un cancro all'esofago di cui soffriva da tempo.

## Filmografia

### Regista

#### Cinema
- Femmine in gabbia (Caged Heat) (1974)
- Crazy Mama (1975)
- Fighting Mad (1976)
- Citizens Band o Chroma Angel chiama Mandrake (1977)
- Il segno degli Hannan (Last Embrace) (1979)
- Una volta ho incontrato un miliardario (Melvin and Howard) (1980)
- Swing Shift - Tempo di swing (Swing Shift) (1984)
- Qualcosa di travolgente (Something Wild) (1986)
- Una vedova allegra... ma non troppo (Married to the Mob) (1988)
- Il silenzio degli innocenti (The Silence of the Lambs) (1991)
- Philadelphia (1993)
- Beloved (1998)
- The Truth About Charlie (2002)
- The Manchurian Candidate (2004)
- Rachel sta per sposarsi (Rachel Getting Married) (2008)
- A Master Builder (2013)
- Dove eravamo rimasti (Ricki and the Flash) (2015)

#### Documentari
- Stop Making Sense (1984)
- Swimming to Cambodia - A nuoto verso la Cambogia (Swimming to Cambodia) (1987)
- Mio cugino, il reverendo Bobby (Cousin Bobby) (1992)
- Storefront Hitchcock (1998)
- The Agronomist (2003)
- Neil Young: Heart of Gold (2006)
- Jimmy Carter Man from Plains (2007)
- Neil Young Trunk Show (2009)
- I'm Carolyn Parker (2011)
- Neil Young Journeys (2011)
- Kenny Chesney: Unstaged (2012)
- Enzo Avitabile Music Life (2012)
- Another Telepathic Thing (2015)
- Justin Timberlake + The Tennessee Kids (2016)

#### Televisione
- Colombo (Columbo) (1968-2003) - episodio Vino d'annata (Murder under Glass)
- Saturday Night Live (1980-1986) - 3 episodi
- American Playhouse (1982) - episodio I commedianti (Who Am I This Time?)
- Trying Time (1987) - episodio A Family Tree
- Haiti: Dreams of Democracy (1988) - documentario TV
- Subway Stories - Cronache metropolitane (SUBWAYStories: Tales from the Underground) (1997)
- A Gifted Man (2011) - episodio Un medico, un uomo (Pilot)
- Enlightened - La nuova me (Englightened) (2011) - episodi Sandy, Lonely Ghosts
- The Killing (2011-2014) - episodi Resa dei conti (Reckoning), Eden
- Line of Sight (2014) - film TV
- The New Yorker Presents (2016) - episodio Pilot
- Shots Fired (2017) - episodio Hour Six: The Fire This Time
- Seven Seconds (2018) - episodio Il respiro di Brenton (Brenton's Breath)

#### Videoclip
- Artists United Against Apartheid: Sun City (1985)
- UB40 and Chrissie Hynde: I Got You Babe (1985)
- New Order: The Perfect Kiss (1985)
- Suzanne Vega: Solitude Standing (1987)
- H.E.A.L.: Heal Yourself (1991) - co-diretto con Ted Demme
- Bruce Springsteen: Streets of Philadelphia (1994)
- Bruce Springsteen: Murder Incorporated (1995)
- Bruce Springsteen: If I Should Fall Behind (2000)

## Riconoscimenti
- Premio Oscar
  - 1992 – Miglior regista per Il silenzio degli innocenti

- Golden Globe
  - 1992 – Candidatura per il miglior regista per Il silenzio degli innocenti

- British Academy Film Awards
  - 1992 – Candidatura per il miglior film per Il silenzio degli innocenti
  - 1992 – Candidatura per il miglior regista per Il silenzio degli innocenti

- Directors Guild of America Award
  - 1992 – Miglior regista cinematografico per Il silenzio degli innocenti

- Festival internazionale del cinema di Berlino
  - 1991 – Candidatura per l'Orso d'oro per Il silenzio degli innocenti
  - 1991 – Orso d'argento per il miglior regista per Il silenzio degli innocenti
  - 1994 – Candidatura per l'Orso d'oro per Philadelphia

- National Board of Review
  - 1991 – Miglior regista per Il silenzio degli innocenti
  - 2006 – Premio Billy Wilder per l'eccellenza nella regia

- Premio César
  - 1992 – Candidatura per il miglior film straniero per Il silenzio degli innocenti